# Joaquín Murrieta
Joaquín Murrieta Orozco (Sonora, 1829-Condado de Mariposa, California, 25 de julio de 1853), también llamado El Robin Hood de El Dorado, fue un bandolero mexicano cuya leyenda nació durante la Fiebre del Oro en California, en la década de los años 1850.
Para unos se trataba de un simple delincuente, para otros de un héroe que luchó por su nación: así, para algunos activistas chicanos su nombre ha simbolizado la resistencia ibero-americana ante la dominación económica y cultural de los angloparlantes en las tierras de California.

## Origen y familiares
Hijo de Juan Murrieta y Juana Orosco, quienes tuvieron 10 hijos: José Jesús, Joseph Anselmo, Joaquín, María Gregoria, José Antonio, María Concepción, Salvador, Pedro, Vicenta y Facundo. Los dos mayores nacieron en Sáric, donde Joseph fue bautizado (según consta en el libro de bautismos en la parroquia de Guadalupe en la población de Altar, Sonora). Juan Murrieta procedía del Real de Álamos y era sobrino del capitán José María Murrieta quien obtuvo la propiedad en 1804 donde en 1805 los yacimientos auríferos de "El tiro" y "El boludo" hicieron su aparición. El hoy desaparecido caserío estaba ubicado 4 kilómetros al norte del Cerro de Trincheras y al margen del Río Magdalena.   
El primero en escribir sobre la historia de Murrieta fue el periodista John Rollin Ridge, aunque compuso su novela apelando a algunas otras historias que nada tenían que ver con Joaquín. En 1862, el francés Robert Hyenne tradujo la obra a su lengua materna, incluyéndole modificaciones e invenciones propias. De acuerdo con Carlos López, es en la versión al español hecha por el chileno Carlos Morla donde se varía la nacionalidad de Murrieta, cambiando todo lo que decía «México» por «Chile». Es así como surge el mito del Murrieta  personaje de origen chileno.
La novela de Antonio Acevedo Hernández (1886-1962), publicada en el año 1936, es el único texto de Acevedo que sitúa la acción fuera del territorio chileno. La obra cuenta la historia de Joaquín Murieta, un hombre que llamado por la aventura parte a California en plena fiebre del oro, con la ilusión de cambiar su destino. Sin embargo, la constante persecución y discriminación terminan por diluir sus esperanzas y su búsqueda de venganza lo vuelve un caudillo para algunos y un bandido para otros. Su muerte lo transforma en una imagen prototípica de la rebeldía latinoamericana.

## Biografía

### Lugar de nacimiento
Según la versión más aceptada y con mayor número de pruebas, Murrieta nació en el poblado de Álamos en el estado de Sonora, México, la familia Murrieta habría vivido en la hacienda El Alamito, Sonora, a 22 km de Hermosillo, y él estaba dedicado a la venta de caballos robados en California. En el cementerio de la hacienda están supuestamente enterrados dos de sus hermanos.

### Fiebre del Oro
A partir de 1848 llegaron miles de inmigrantes hasta California en la llamada «fiebre del oro». Los lavaderos fueron explotados por mexicanos y chilenos. Los estadounidenses vieron cómo algunas de las mejores vetas fueron explotadas por los hispanos, a quienes llamaron greasers (‘grasientos’). Las persecuciones y la xenofobia no tardaron en llegar. El gobernador de California, el general Persifor Smith, acusó a los extranjeros de transgresores y anunció su expulsión. La violencia de los mineros y comerciantes estadounidenses se volcó sobre los mexicanos, aun los nacidos en territorio californiano. En las minas del centro y norte de California, se les dio tres horas a los perseguidos para que se marcharan sin llevarse sus pertenencias y aperos; muchos se refugiaron en San Francisco y en las minas del sur. Luego se les impuso un impuesto de veinte dólares mensuales por lavar oro, y se prosiguió con otras formas de persecución y hostigamiento. En este estado de cosas llegó Murieta a California.
Tradicionalmente, se asegura que Joaquín Murieta llegó a California en 1850 para buscar fortuna durante la fiebre del oro. En vez de oportunidades, encontró racismo y discriminación; primero por la aprobación de la ley que obligaba a pagar un alto impuesto a los mineros de origen latinoamericano que laboraban en las minas californianas y, después, por la violación y asesinato de su esposa. Los delitos y crímenes cometidos por inmigrantes blancos quedaban impunes: un chileno fue muerto de un tiro mientras bailaba cueca en una taberna y un mexicano fue linchado después de ser sacado de la cárcel del sheriff. El poblado de Dry Diggins cambió su nombre por Hang-Town (‘Ciudad de los ahorcados’).

### La banda de los Joaquines

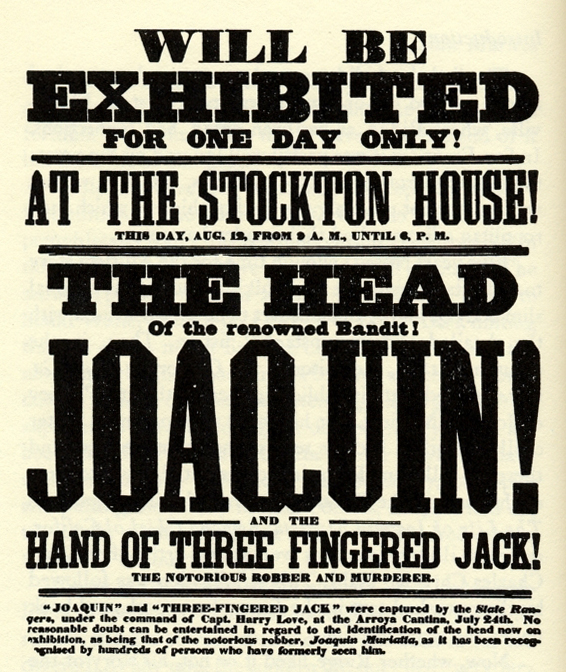
Póster en el que se anuncia la exhibición de la supuesta cabeza de Murrieta, hacia 1853.

Imposibilitado para ganarse la vida legalmente, Murrieta se convirtió en el líder de una banda llamada "Los cinco Joaquines", formada por Murrieta, Joaquín Botellier, Joaquín Carrillo, Joaquín Ocomoreña y Joaquín Valenzuela. En esa época se habían formado otras bandas, como la famosa Guadalajara o la de Mariposa, la de Narrato Ponce, la del bandido Leiva o la de Tiburcio Vásquez, y la de Murrieta junto a «Jack Tresdedos».
Entre 1850 y 1853, estos hombres, al lado de la mano derecha de Murrieta, Manuel García, conocido como “Jack Tres Dedos”, fueron responsables de la mayoría de asaltos, robos y asesinatos que se cometieron en el área de Mother Lode, en la Sierra Nevada. Se les ha llegado a atribuir el robo de más de 100 000 dólares en oro y de más de cien caballos, el asesinato de 19 personas (la mayoría de ellos mineros chinos) y de haber escapado de tres procesos (posse comitatus), habiendo matado a tres oficiales. Hasta el momento, no hay consenso acerca del nombre del líder de este grupo, por lo que simplemente se le ha llamado Joaquín, además de que nunca se supo si se trataba solo de una banda o si había otras. Se supone que la banda era apoyada y protegida por californianos, entre ellos Robert Livermore.
El 11 de mayo de 1853, siendo gobernador de California John Bigler, se firmó un acuerdo legislativo que creaba a los Rangers de California al mando del capitán Harry Love (un ex ranger texano), cuyo propósito era arrestar a los "Cinco Joaquines". El salario de estos rangers era de unos 150 dólares pero, además, tendrían la opción de ganarse entre todos una recompensa de 5000 dólares en caso de que se lograra la captura de Murrieta. El 25 de julio de 1853, un grupo de estos rangers se encontró con unos mexicanos cerca del Paso Panoche, en el condado de San Benito, a unos 50 km de la Veta madre y, como cabía esperar, hubo un enfrentamiento en el que dos de los mexicanos murieron y los rangers afirmaron que se trataba de Murrieta y García.

### ¿Muerte?
Los rangers le arrancaron una mano a García y la cabeza a Murrieta como evidencia de sus muertes y las colocaron en un jarrón, conservándolo en brandy, para luego llevarlo a Stockton, San Francisco y, finalmente, por toda California, donde los espectadores podían observar los restos, a cambio de un dólar. Diecisiete personas identificaron los restos como de Murrieta, por lo que Love y sus rangers recibieron el dinero de la recompensa. Sin embargo, una joven mujer que aseguraba ser hermana de Murrieta afirmó que la cabeza no le pertenecía a su hermano, pues carecía de una cicatriz característica. Asimismo, se reportaron numerosos avistamientos de Murrieta después de su supuesta muerte. Muchas personas criticaron a Love por haber exhibido la cabeza de Murrieta en ciudades muy alejadas de los campos mineros en donde Joaquín habría sido reconocido fácilmente. Incluso se llegó a decir que Love y sus rangers inventaron la historia de la captura y muerte de Murrieta para cobrar la recompensa. La supuesta cabeza de Murrieta se perdió durante el terremoto de San Francisco de 1906.

## Leyenda

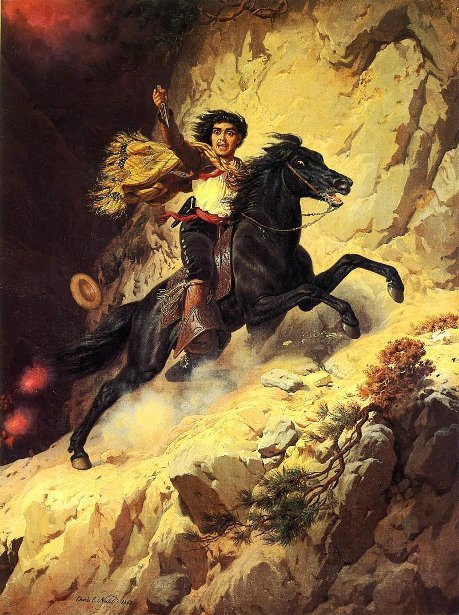
Joaquín Murrieta (1868), por Charles Christian Nahl.

Poco después de su desaparición, el bandido-patriota se convirtió en objeto de historia y leyenda.
El primer texto relativo a su vida fue la novela The Life and Adventures of Joaquin Murieta, the Celebrated California Bandit (1854), firmada por el periodista de origen cheroqui John Rollin Ridge como Yellow Bird, donde se narra su vida, aventuras y muerte. La novela cuenta cómo la esposa de Murrieta fue violada y asesinada por estadounidenses y su hermano, ahorcado por un crimen que no había cometido y cómo él juró vengarlos matando a todos los yanquis o gringos con que se encontrara —aunque no hay evidencia que confirme que estas cosas le sucedieran a un hombre llamado Joaquín Murrieta, la verdad es que cosas muy parecidas les pasaron a muchos mexicanos que vivían entonces en California—. La prosa de Ridge ayudó a colocar a Murrieta en un lugar prominente dentro de las tradiciones de la California mexicana, y para los mexicanos su imagen se agrandó de tal manera que se le llamó El Patrio, símbolo de la causa perdida en la guerra de invasión estadounidense de 1847 a México que había terminado con el Tratado de Guadalupe Hidalgo y la pérdida de la mitad de su territorio.
Según la historia de Ridge, Joaquín Murrieta y sus hombres se refugiaron en los alrededores montañosos de la zona californiana de Mother Lode. Integró a sus compañeros, los cinco Joaquines, en un sólido grupo, que por la simpatía de los habitantes mexicanos aumentó sus operaciones y efectividad. Así Joaquín Murrieta y sus hombres fueron la expresión sublime de los deseos de los mexicanos de sacudirse el yugo de los anglos y a su muerte la admiración de sus compatriotas se reflejó en canciones y corridos que conforman hoy su propia épica.
Probablemente, una versión en español de la historia de Ridge también inspiró varios corridos que muestran a Murrieta como un furioso vengador de las injusticias cometidas en contra de los mexicanos. Gilberto Vélez, en su libro Corridos mexicanos, recopila dos canciones tituladas, ambas, Joaquín Murrieta. En 1908, Irineo Paz escribió Vida y aventura del más célebre bandido sonorense Joaquín Murieta.
La Universidad de California, Berkeley tiene una cooperativa de alojamiento llamada, en su honor, Casa Joaquín Murrieta.
La atribución de la nacionalidad chilena a Murrieta puede ser el resultado de que haya luchado del lado de los mineros chilenos durante la llamada «Guerra chilena».[cita requerida] Un fragmento de la novela de Ridge fue reimpreso en 1859 en la California Police Gazette (‘Gaceta de la policía de California’). Esta historia fue traducida al español y de allí al francés, Un bandit californien (Joaquin Murieta) (París, 1862) por Robert Hyenne, quien aseguraba haber estado en California durante la fiebre del oro, y, finalmente, del francés otra vez al español, El bandido chileno Joaquín Murieta en California por Roberto Hyenne (1867). Esta última versión, traducida por C. M. (Carlos Morla), colocaba a Murrieta como nacido en Chile en vez de México. Posteriormente, Antonio Acevedo Hernández publicó la obra Joaquín Murieta: drama en seis actos (1936) y el poeta Pablo Neruda, Fulgor y muerte de Joaquín Murieta: bandido chileno injusticiado en California el 23 de julio de 1853 (1966). En su ensayo Pablo Neruda e Isabel Allende, las dos sagas de Joaquín Murieta, la doctora en letras hispanas Yanira Paz contradice la figura épica tradicional y lo asemeja a un antihéroe, un personaje del cual hay que liberarse.

## La otra historia
En 1986, Manuel Pérez Rojas, investigó y documentó la historia de Joaquín Murrieta en su libro "Joaquín Murrieta, El Patrio" en 1986, donde el trabajo es avalado por Reynaldo Ayala Ph.D. Director del Instituto de Estudios Fronterizos de la Universidad estatal San Diego, y James E. Officer del departamento de Antropología de la Universidad Estatal de Arizona, y el sacerdote jesuita de la Universidad de San Francisco Alberto Huerta. El impacto de dicho libro ha hecho que las ediciones se multipliquen.

## Corrido mexicano de Joaquín Murrieta
| Murrieta dice una cosa y la debes de cumplir Carmelita tan hermosa y me la hicieron sufrir, orgulloso americano ahorita vas a morir. Yo no soy americano pero comprendo el inglés, me lo aprendí con mi hermano al derecho y al revés, a cualquier americano lo hago temblar a mis pies. Cuando apenas era un niño huérfano a mí me dejaron, nadie me dio ni un cariño, a mi hermano lo mataron y a mi esposa Carmelita, cobardes la asesinaron. Yo me vine de Hermosillo en busca de oro y riqueza al indio pobre y sencillo lo defendí con fiereza y a buen precio los sherifes pagaban por mi cabeza. A los ricos avarientos yo les quité su dinero, con los humildes y pobres yo me quité mi sombrero. ¡Ay qué leyes tan injustas por llamarme bandolero! | A Murrieta no le gusta lo que hace no es desmentir. Vengo a vengar a mi esposa, y lo vuelvo a repetir, Carmelita tan hermosa, cómo la hicieron sufrir. Por cantinas me metí castigando americanos. Tú serás el capitán, que mataste a mi hermano, lo agarraste indefenso, ¡orgulloso americano! Mi carrera comenzó por una escena terrible, cuando llegué a setecientos ya mi nombre era temible, cuando llegué a mil doscientos ya mi nombre era terrible. Yo soy aquel que domino hasta leones africanos, por eso salgo al camino a matar americanos, ya no es otro mi destino, ¡Con cuidado, parroquianos! Las pistolas y las balas son juguetes para mí, balazos y puñaladas carcajadas para mí, ahora con medias cortadas ya se asustan por aquí. | (Yo no soy gringo/No soy chileno) ni extraño en este suelo que piso, de México es California porque Dios así lo quiso, y en mi sarape cosida traigo mi fé de bautizo. Qué bonito es California con sus calles alineadas donde paseaba Murrieta con su tropa bien formada, con su pistola repleta y su montura plateada. Me he paseado en California por el año del 50 con mi montura plateada y mi pistola repleta: Yo soy ese mexicano de nombre Joaquín Murrieta. Soy nacido allá en Trincheras del estado de Sonora, fui otro revolucionario que anduvo allá entre la bola defendiendo sus derechos que Dios lo tenga en la Gloria. |

## Cuecas chilenas
Recopiladas por Los Chileneros, grabaciones 1967-1973
| Por el oro en California al roto lo persiguieron recortó la carabina fue terrible bandolero. Trabajó en Panamá y en el canal como el roto chileno no hubo otro igual. No hubo otro igual, ay sí por su bandera se vistió de milico ganó la guerra. Yo me saco el sombrero roto chileno. | Cueca de Joaquín Murieta (texto de Pablo Neruda, música de Sergio Ortega) Ya llegó Joaquín Murieta a defender a nuestra gente. Ya responde el corazón, por el rifle de un valiente. Viva Joaquín Murieta manos agrestes sus ojos vengadores traen la muerte. Traen la muerte, ay sí rayo celeste que me den un bandido uno como éste. Anda rayo celeste manos agrestes. |

## La cabalgata de Murrieta
A través del Valle Central de California y durante el último fin de semana de cada mes de julio, se realiza la cabalgata de Joaquín Murrieta, una peregrinación que tiene por objeto conmemorar la vida de Murrieta. Esta tradición se originó con el canadiense de origen islandés Sigurdur Christopherson. Según él contaba, tuvo una revelación de que el Arroyo Cantua, sitio donde Murrieta habría sido asesinado, era un lugar sagrado y que los hombres asesinados allí eran gente especial enviada para enseñar a sufrir y a sanar el sufrimiento de los otros. Un año después, Christopherson y quince amigos suyos hicieron una primera cabalgata desde Three Rocks hasta el Arroyo Cantua. Con el tiempo, y a pesar de la muerte del canadiense, el viaje se volvería una tradición anual y se alargaría mucho más, llegando a durar tres días e incluyendo más de ochenta jinetes en un circuito de unos 30 km.

## Murrieta en la cultura popular
Joaquín Murrieta ha sido una importante figura de la literatura, la música popular, las historietas, el cine y la televisión. 
- Murrieta es retratado como un personaje muy carismático en la película de 1936 de William A. Wellman: The Robin Hood of El Dorado (referencia en inglés en IMDb).
- Otra película, esta vez dirigida por el prolífico George Sherman, estrenada en 1965, se titula Joaquín Murrieta y, básicamente, es una versión cinematográfica de la novela de Ridge y las conocidas leyendas tejidas en torno a la vida del latinoamericano (referencia en inglés en IMDb).
- La película de 1969 "The Desperate Mission" tiene como protagonista a Joaquín Murieta interpretado por el actor Ricardo Montalbán y fue dirigida por Earl Bellamy. ()
- Una cortometraje alemán llamado Murieta Theater, dirigido por el director alemán Jürgen Böttcher, se estrenó en 1970 (referencia en inglés en IMDb).
- En la película de 1953 Era el comandante Callicut, dirigida por Félix E. Feist y protagonizada por Randolph Scott, aparecía el personaje de Joaquín Murrieta, un joven bandido que ayudaba al protagonista y que era interpretado por Robert Cabal.
- Su historia se narra en el texto dramático Fulgor y muerte de Joaquín Murieta, publicado en 1967 por el escritor chileno Pablo Neruda.[18]
- Sergio Ortega, compositor chileno, musicalizó muchos poemas de la obra Fulgor y muerte de Joaquín Murieta, de Pablo Neruda. Canciones como Así como hoy matan negros y Ya parte el galgo terrible han sido interpretadas por destacados músicos chilenos tales como Víctor Jara, Quilapayún, Inti-Illimani y Cuncumén. El 14 de diciembre de 1998 estrenó la ópera o cantata popular (al estilo de la Cantata Santa María de Iquique) Fulgor y muerte de Joaquín Murieta en el Teatro Municipal de Santiago de Chile. En el 2022, Quilapayún sacó un disco llamado "Fulgor y Muerte de Joaquin Murieta" actualizando la musicalización a dicha Cantata.
- Los cantautores sudamericanos Olga Manzano y Manuel Picón adaptaron la obra de Neruda Fulgor y muerte de Joaquín Murieta, que fue musicalizada, convirtiéndose en la cantata Fulgor y muerte de Joaquín Murieta. Manzano y Picón, junto al trío Alpataco y al solista Víctor Velásquez, interpretan esta emotiva cantata que fue muy famosa en los años 70 y es ya un clásico de la música sudamericana.[19]
- La cantante argentina Mercedes Sosa interpretó uno de los textos de la obra de Pablo Neruda.
- La compañía de teatro de Berlín Occidental Theater Manufaktur presentó en 1979 la obra Murieta von Otto Zonschitz nach Pablo Neruda, inspirada en la obra de Neruda.[20]
- La ópera rock soviética Звезда и смерть Хоакина Мурьеты [Zviezda i smiert' Joakina Muriety] (Estrella y muerte de Joaquín Murrieta), de Alexei Rybnikov y Pavel Grushko (1982), está basada en el texto de Neruda.
- La canción Premonición a la muerte de Joaquín Murieta, con letra de Neruda y música de Eduardo Carrasco, fue grabada por Quilapayún.[21]
- Murrieta aparece como uno de los personajes de la novela corta El Diablo, Murrieta y El Coyote, del escritor José Mallorquí.
- El personaje ficticio de El Zorro fue parcialmente inspirado por las historias de Murrieta. De hecho, el personaje de la serie El Zorro Joaquín Castañeda comparte varias características con él. Además, un hombre llamado Joaquín aparece en la película La máscara del Zorro, del mismo modo que también aparecen sendos personajes basados en Jack Tres Dedos y Harry (aquí Harrison) Love. En la película La máscara del Zorro no es el tradicional Diego de la Vega (que aparece como el viejo Zorro), sino un ficticio Alejandro Murrieta (Antonio Banderas), que luego de la muerte de su hermano, Joaquín, se convierte en el Zorro y, más tarde, da muerte al capitán Love en venganza. En la serie de televisión de Disney, Kent Taylor y Paul Picerni interpretan, respectivamente, a los hermanos Carlos y Pedro Murrieta.[22]
- Un personaje llamado Joaquín Murieta aparece en la novela Hija de la fortuna, de Isabel Allende. La novela trata de una joven chilena (Eliza Sommers) que va en busca de su primer amor (Joaquín Andieta/Murieta) hacia California por sí misma.
- Murrieta es el personaje protagonista de la película española Joaquín Murrieta (Murrieta, vendetta) (1965).[23] La película fue dirigida por George Sherman y protagonizada por Jeffrey Hunter, Arthur Kennedy, Diana Lorys, Sara Lezana y Roberto Camardiel.
- El grupo mexicano de western surf los Twin Tones tienen una canción que lleva por nombre «Joaquín Murrieta (El Bandolero)», incluida en el álbum Nación Apache (2005).
- En la película Blood In, Blood Out (Sangre por sangre, dirigida por Taylor Hackford), el padre de Cruz Candelaria menciona al celebrar la graduación de su hijo de la Escuela de Artes: "Hemos ido al Ayuntamiento siempre...excepto para pagar multas o pagar la fianza de alguien. Cruzito, tú eres un semental solitario entre mulas. ¡Te convertirás en una leyenda, como Pancho Villa o Joaquín Murrieta! ¡Por Cruz! ¡Esta es mi pachanga...así que diviértanse!..."
- El grupo de ska Akatz tiene una canción llamada "Joaquín Murrieta", incluida en su disco Vuelta y vuelta.

- Historietas

- Murrieta aparece en la historieta Desperado #2, escrita por Lev Gleason y dibujada por Dan Barry, y publicada en agosto de 1948
- En 1950, Joaquín Murrieta aparece en tira de prensa Casey Ruggles, de Warren Tufts.[24]
- Death to Gringos!, en Jesse James #7, Avon Periodicals, mayo de 1952, arte de Howard Larsen.
- The California Terror!, en Badmen of the West #2 [A-1 #120], Magazine Enterprises, 1954.
- The Fabled Killer-Caballero of California, en Western True Crime #4, Fox Feature Syndicate, febrero de 1949

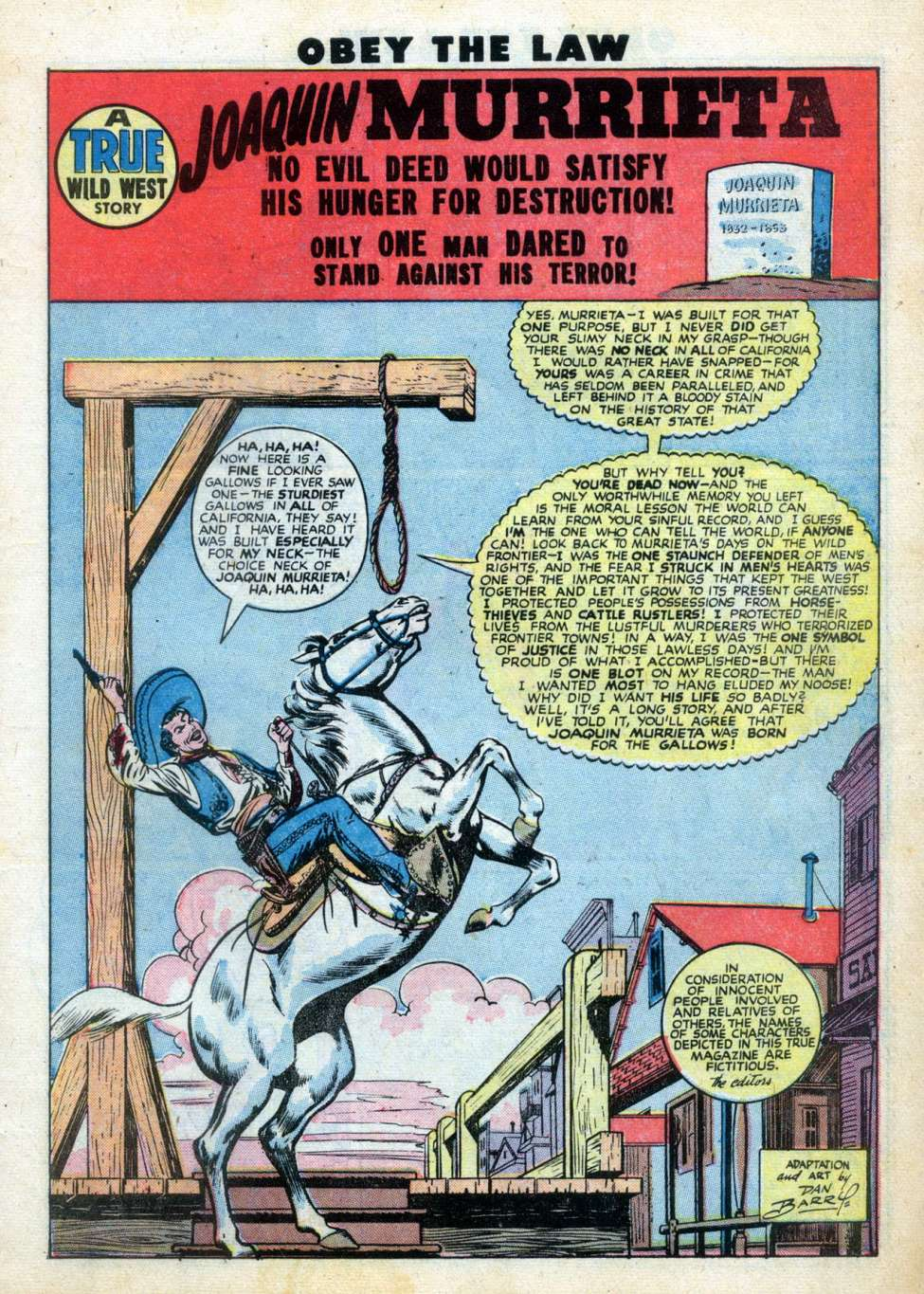
Joaquin Murrieta, agosto de 1948, arte por Dan Barry.
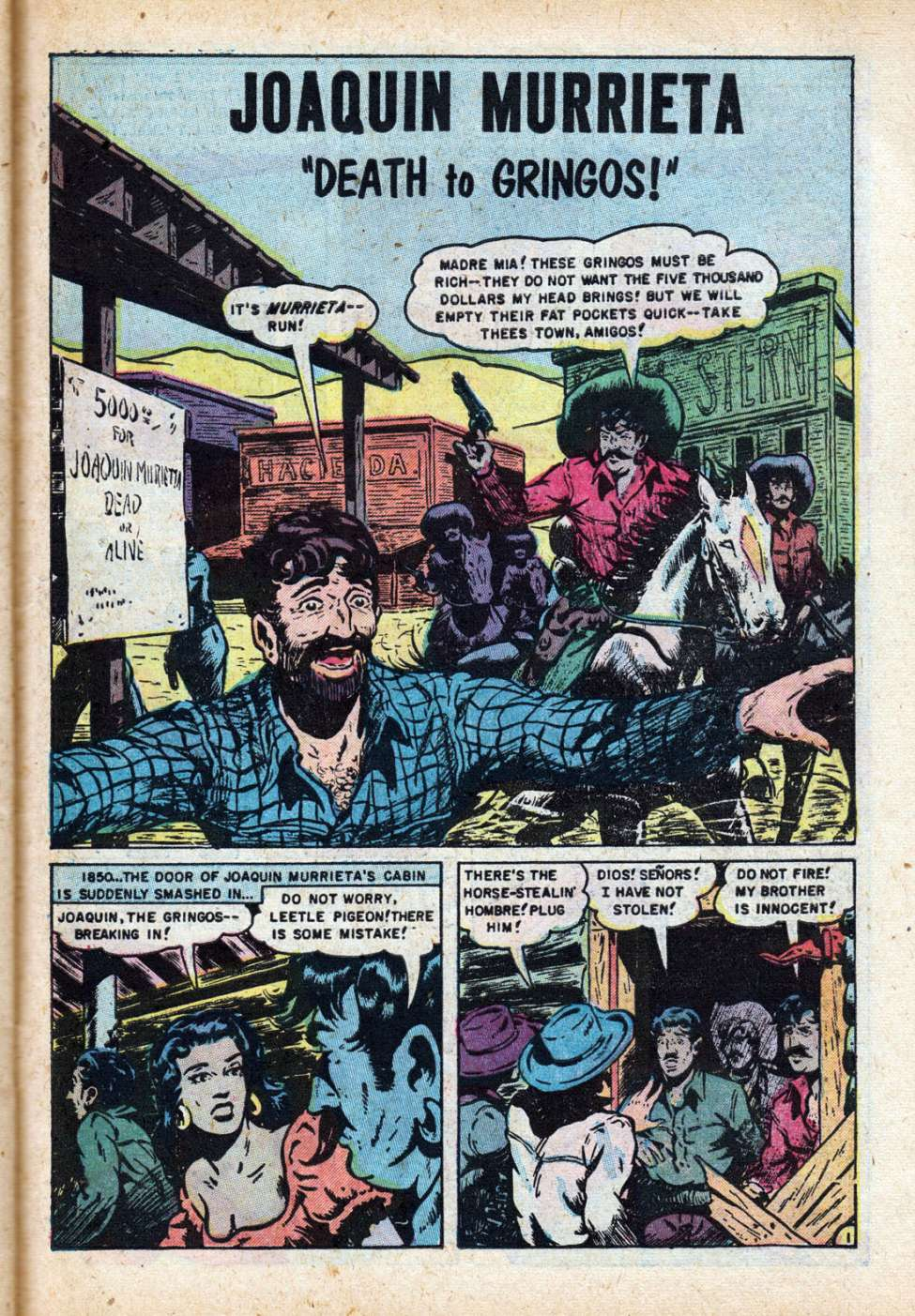
Death to Gringos!, mayo de 1952, arte por Howard Larsen.
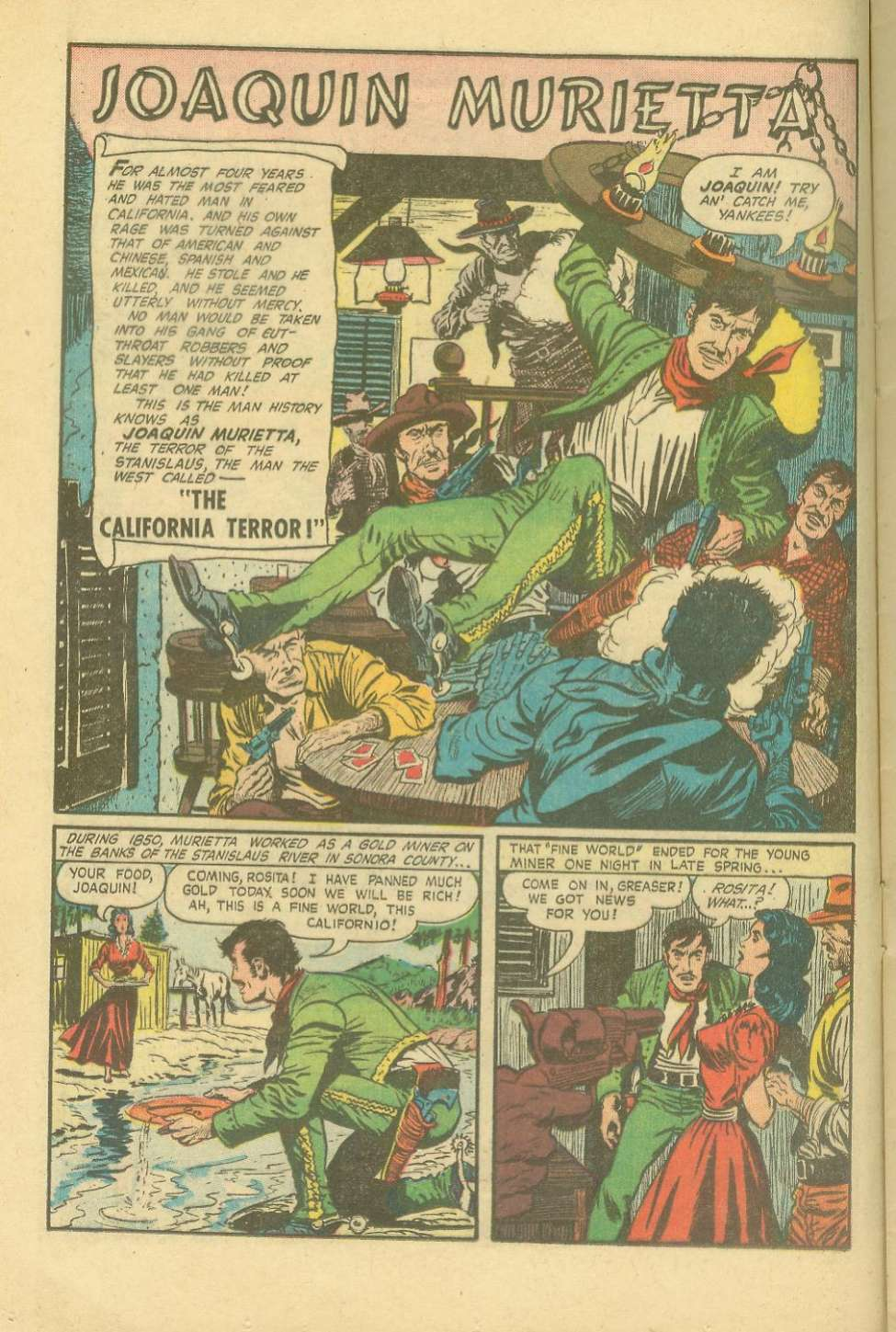
The California Terror!, Magazine Enterprises, 1954
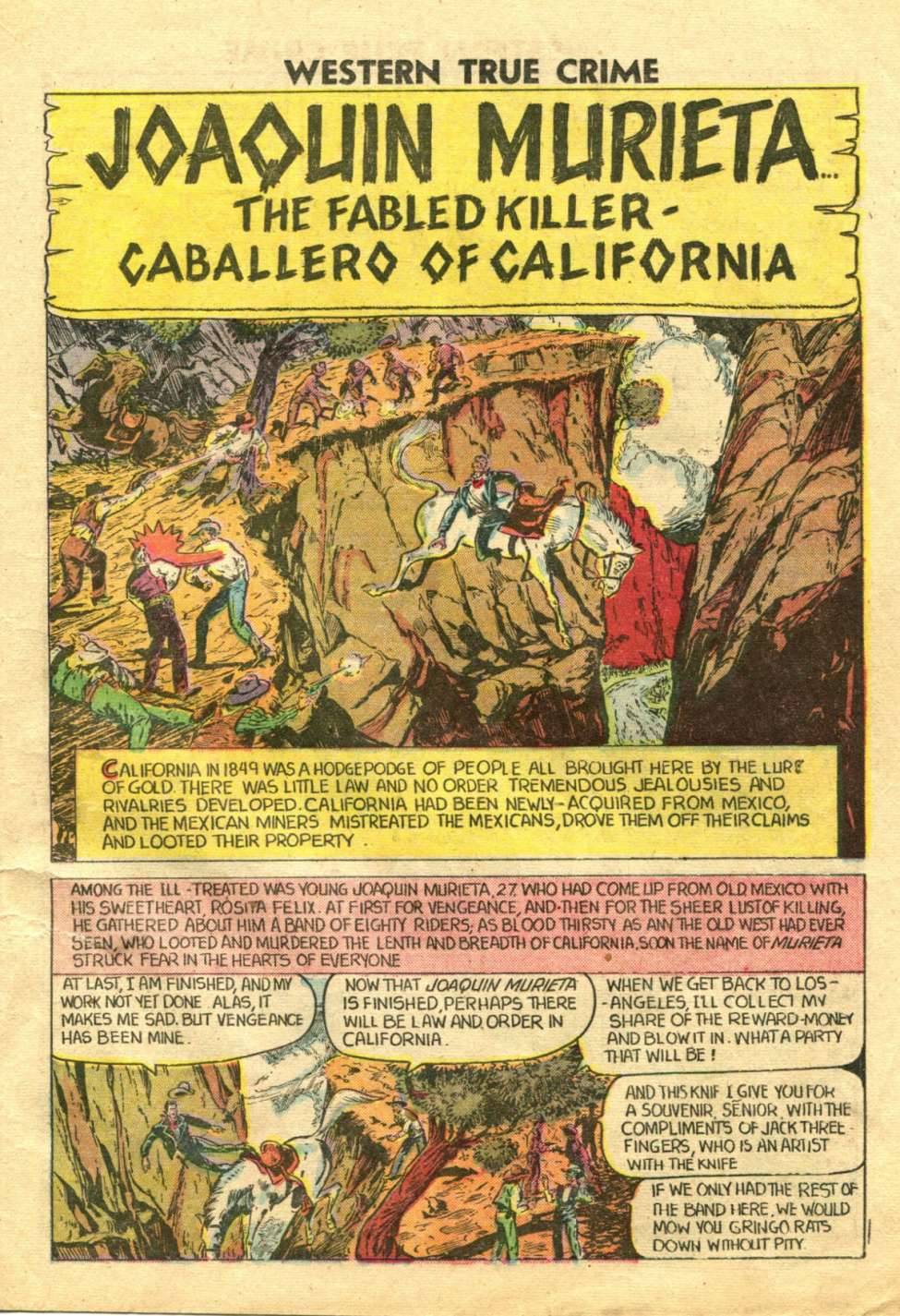
The Fabled Killer-Caballero of California, Fox Feature Syndicate, febrero de 1949